# Provincia de Mongala
Mongala es una de las veintiséis provincias de la República Democrática del Congo, creada de acuerdo con la Constitución de 2005.
Su capital es la ciudad de Lisala.

## Ubicación
Mongala se encuentra en el noroeste del país en el río Congo, y limita con las provincias de Tshopo, Bas-Uele, Nord-Ubangi, Sud-Ubangi, Équateur y Tshuapa. Se divide en tres territorios:
- Bongandanga
- Bumba, ciudad importante y sitio de un antiguo estado secesionista (1963) en la provincia.
- Lisala

La provincia incluye el pueblo de Yambuku.

## Historia
Desde 1963-1966, la provincia de Mongala fue conocida como Moyen-Congo (en francés: Congo Medio). Sin embargo, bajo el régimen de Mobutu, la provincia se reintegra a la provincia de Équateur, donde se administró como distrito de Mongala hasta 2015.